# 女子聖学院中学校・高等学校
女子聖学院中学校・高等学校（じょしせいがくいんちゅうがっこう・こうとうがっこう）は、東京都北区中里に所在し、中高一貫教育を提供する私立女子中学校・高等学校。
高等学校において生徒を募集しない完全中高一貫校。。

## 沿革
- 1905年（明治38年） - アメリカのプロテスタント教派ディサイプルス・オブ・クライスト派から日本に派遣されていた女性宣教師、バーサ・F・クローソンにより女子聖学院神学部として東京築地で設立される。
- 1906年（明治39年） - 東京府北豊島郡滝野川町字中里（現立地場所）に用地を取得、校舎建設に着手。
- 1907年（明治40年） - 神学部第1回生1名卒業、校舎移転。
- 1908年（明治41年） - 普通部本科を設立。
- 1912年（明治45年） - 中里幼稚園（現・聖学院幼稚園）設立。
- 1933年（昭和08年） - 制服制定。
- 1947年（昭和22年） - 学制改革により女子聖学院中等部設立。女子聖学院PTA設立。
- 1948年（昭和23年） - 女子聖学院高等部設立。
- 1951年（昭和26年） - 学校法人聖学院設立。
- 1960年（昭和35年） - 女子聖学院小学校（現・聖学院小学校）設立。
- 1966年（昭和41年） - 学校組織改編により、女子聖学院中学校・高等学校に改称。
- 1967年（昭和42年） - 女子聖学院短期大学創立（1988年聖学院大学に統合）。
- 1987年（昭和62年） - 現チャペル棟完成。
- 2005年（平成17年） - 女子聖学院創立100周年。
- 2007年（平成19年） - 新校舎完成。
- 2013年（平成25年） - 盛夏服制定。

## 部活動
- チアリーディング部(VIGORS)
- バスケットボール部
- 吹奏楽部(JWO)
- ディベート部
- 演劇部
- ダンス部
- バトン部
- テニス部
- バドミントン部
- バレーボール部
- 陸上部
- 軽音部
- 美術部
- コーラス部
- 料理部
- 華道部
- 茶道部
- 箏曲部
- MPM

## 制服
- 冬服 - セーラー服
- 夏服 - セーラー服（盛夏服としてワンピース型セーラー服もある）

※中高共通だが、学年毎に異なる色のスカーフ。中1:赤、中2:臙、中3:黄、高1:紺、高2:黒、高3:銀鼠、式典用：白。
※※1933年に制定されて以来同じデザインである。都内のセーラー服着用の私立女子校の中でも最も歴史ある制服の一つである。
体操服 - 裾のみ白ラインの入ったジョギングパンツ型の短パンを採用している。

## 交通
- JR山手線駒込駅より徒歩7分
- JR京浜東北線上中里駅より徒歩10分
- 東京メトロ南北線駒込駅より徒歩8分

## 著名な出身者
- 村治佳織 - ギタリスト
- 島田佳代子 - エッセイスト/ライター
- 小林香織 - U_WAVE
- 渡辺麻恵 - 女優
- 川村わかな - 連戦姉妹
- 春風ひとみ - 元宝塚歌劇団
- 天咲千華 - 元宝塚歌劇団
- 堤礼実 - アナウンサー

## 関連校
- 聖学院大学
- 聖学院中学校・高等学校
- 聖学院小学校
- 聖学院幼稚園
- 聖学院みどり幼稚園